# Itte Detenamo
Itte Detenamo (ur. 22 września 1986 w Buada, Nauru) – nauruański sztangista, reprezentant kraju na Igrzyskach Olimpijskich w Atenach, Pekinie i Londynie.
Detenamo startuje w kategorii wagowej powyżej 105 kg. Podczas Letnich Igrzysk Olimpijskich w Atenach zajął ostatnie, 14. miejsce, wśród sklasyfikowanych sztangistów.
Na Igrzyskach Wspólnoty Narodów 2006 Itte Detenamo, z wynikiem 360 kg w dwuboju, zdobył brązowy medal.
Podczas Igrzysk Południowego Pacyfiku 2007 rozgrywanych na Samoa zdobył 3 złote medale – w rwaniu (167 kg), podrzucie (212 kg) oraz dwuboju (379 kg). Również w 2007 roku zajął 20. miejsce na Mistrzostwach Świata w Chiang Mai z wynikiem 370 kg w dwuboju (170 kg w rwaniu + 200 kg w podrzucie). W 2012 zajął 14. miejsce podczas igrzysk olimpijskich w Londynie, uzyskując rezultat 390 kg w dwuboju. 
Również tego samego roku, nabawił się kontuzji barku.